# 45 (число)
45 (со́рок п'ять) — натуральне число між 44 і 46.

## Математика
- 245 = 35184372088832
- 9-те трикутне число
- 5-те шестикутне число

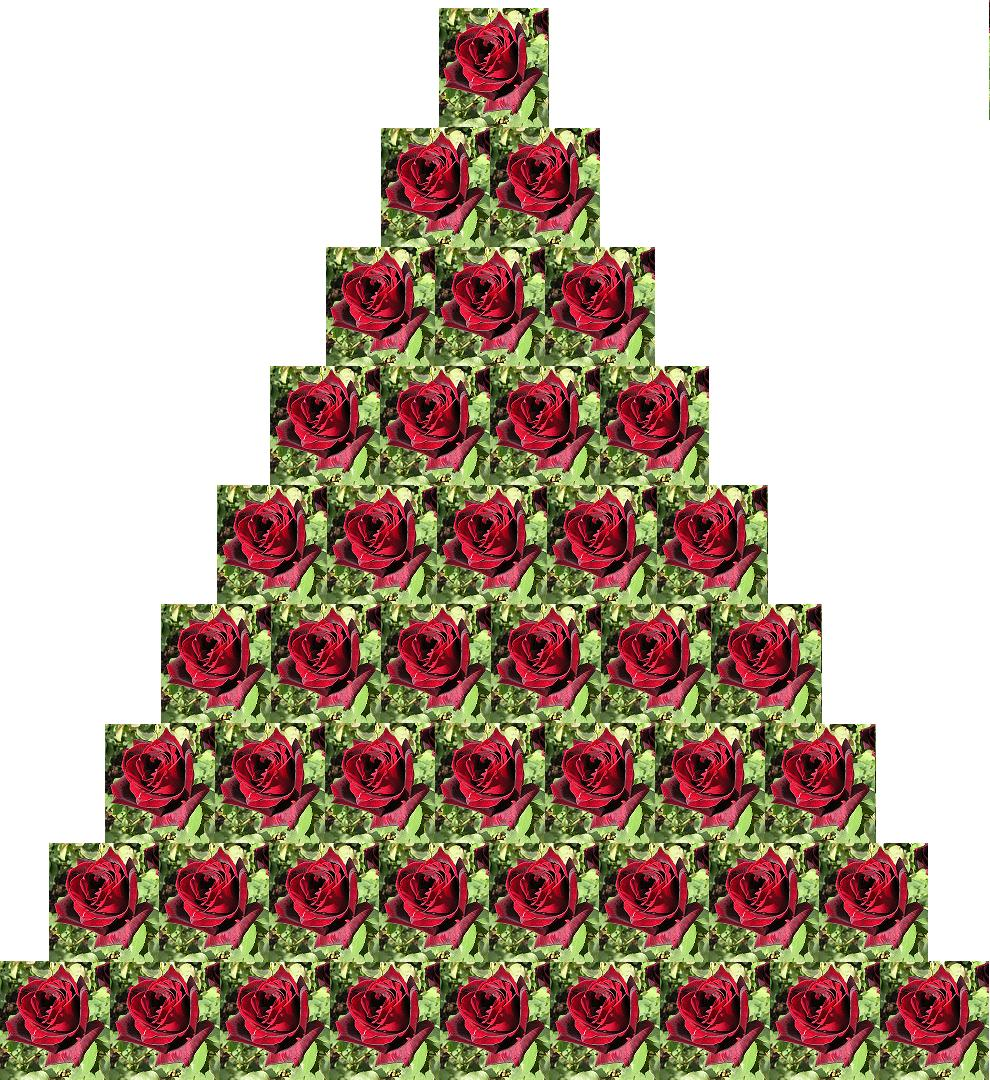
трикутне число

- 12-те число харшад (натуральне число, що ділиться на суму своїх цифр)
- 45 — сума всіх цифр (0+1+2+3+4+5+6+7+8+9=45)

## Наука
- Атомний номер родію

## Дати
- 45 рік
- 45 рік до н. е.
- 1845 рік
- 1945 рік

## Інші галузі
- ASCII-код символу «-»
- У Новому загальному каталозі позначається об'єкт NGC 45 — галактика типу SBd у сузір'ї Кит.
- У Каталозі Мессьє позначається об'єкт Мессьє M45

## У музиці
- 45 — альбом гурту Кіно
- 45 обертів на хвилину — швидкість, з якою обертаються грамплатівки «сорокоп'ятки»

## В інших сферах
- Після 45 років подружнього життя святкується сапфірове весілля
- 45 кісточок для гри в доміно у варіанті дубль-вісім (англ. double-eight dominoes)
- «45» — назва гри у карти
- Сорок п'ять — роман Александра Дюма
- 45-й калібр — найменування патрона для пістолета
- 45-й калібр — фільм 2006 року
- Міжнародний телефонний код Данії